# Phố Nowy Świat
Ulica Nowy wiat (phát âm tiếng Ba Lan: [uˈlit͡sa ˈnɔvɨ ˈɕfjat], Đường New World) là một trong những con đường di tích lịch sử chính của Warsaw.
Con đường là một phần của Con đường Hoàng gia (Trakt królewski) chạy từ Lâu đài Hoàng gia và Phố cổ của Warsaw, về phía nam đến dinh thự hoàng gia thế kỷ 17 của Vua John III Sobieski tại Wilanów.

## Địa lý

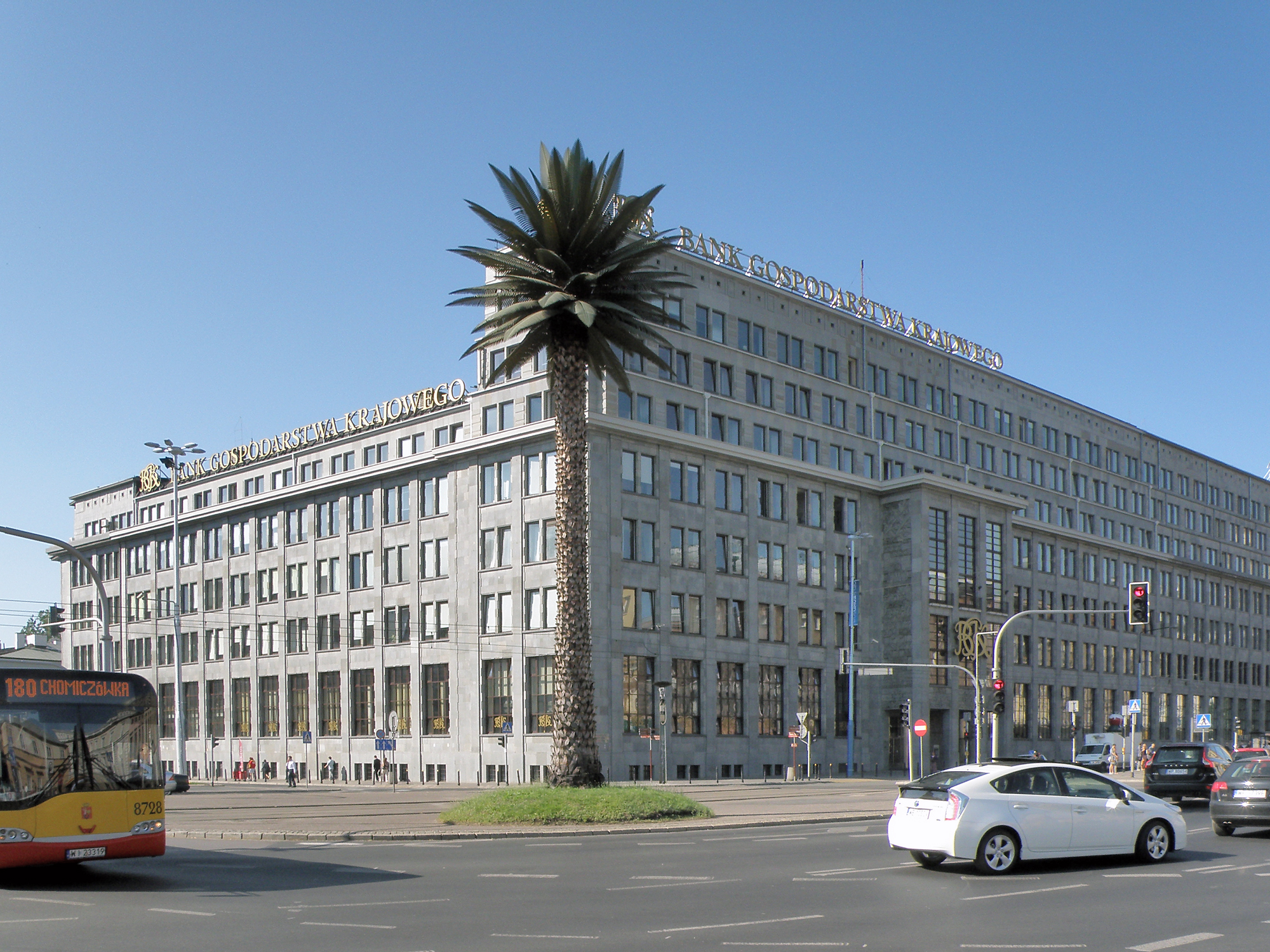
Vòng xoay Charles de Gaulle

Nowy Świat chạy từ Quảng trường Ba thánh giá về phía bắc, giao với Đại lộ Jerusalem và Phố Świętokrzyska (đường Holy Cross). Gần khuôn viên trường Đại học Warsaw và tượng đài Nicolaus Copernicus, nó đổi thành Krakowskie Przingmieście (Phố Cracow Suburb), sau đó chạy dọc theo Lâu đài Hoàng gia tại Quảng trường Lâu đài.
Ở đầu phía nam của nó, tại Quảng trường Ba thánh giá, Nowy Świat chuyển sang Đại lộ Ujazdów thanh lịch, rẽ vào Phố Belweder, trở thành Phố Sobieski khi nó tiếp tục chạy về phía nam, cuối cùng đến Wilanów.

## Lịch sử

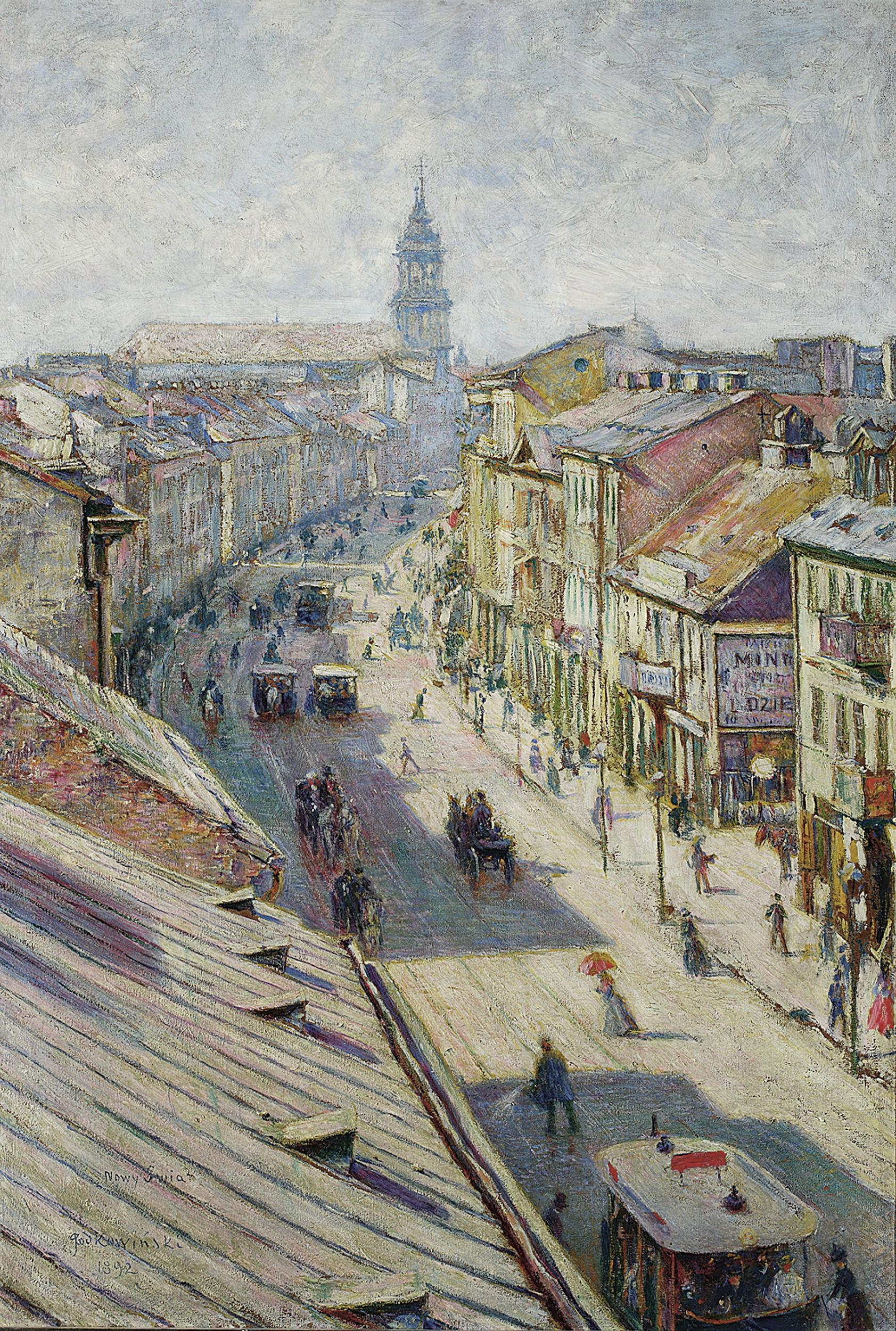
Tác phẩm của nghệ sĩ, 1900

Cho đến thế kỷ 16, Nowy Świat là một con đường chính dẫn đến nhiều lâu đài và làng mạc quý tộc ở phía nam Warsaw. Tên gọi hiện tại của đường phố được đặt vào thế kỷ 17, sau khi thành phố đã bắt đầu phát triển đáng kể (nhũng năm 1640). Vào đầu thế kỷ 18, các cánh đồng dọc theo Nowy Świat đã bị đô thị hóa dày đặc, chủ yếu là các cung điện và trang viên bằng gỗ. Cống thoát nước đã được xây dựng, và đường phố được lát bằng đá cuội.
Trong thời Napoleon, Warsaw đã phát triển đáng kể và Nowy Nowwiat gần như được xây dựng lại hoàn toàn. Các trang viên bằng gỗ nhường chỗ cho đá và gạch, chủ yếu là các tòa nhà ba tầng, tân cổ điển. Vào cuối thế kỷ 19, các tòa nhà đã được mở rộng và Nowy Świat đã trở thành một trong những con phố kinh doanh chính của Warsaw. Đây cũng là một trong những con đường buôn bán sầm uất, với vô số cửa hàng và nhà hàng thu hút người Varsovia cũng như khách du lịch. Các tòa nhà mới lớn hơn đã thay thế những tòa nhà trước đó và đặc tính của đường phố đã thay đổi. Vào đầu thế kỷ 20, gần như tất cả dấu vết của kiến trúc tân cổ điển đã bị mất khi các tòa nhà mới được xây dựng chủ yếu theo phong cách nghệ thuật tân thời.
Trong cuộc nổi dậy ở Warsaw (tháng 8 năm 1944), Nowy Świat gần như bị phá hủy hoàn toàn. Hầu như không có tòa nhà nào sống sót. Vào thời điểm cuối chiến tranh, đã có một quyết định xây dựng lại Nowy Świat. Khi việc khôi phục nghệ thuật nouveau trước chiến tranh của nó sẽ bị cấm, nó đã được hoàn nguyên về diện mạo đầu thế kỷ 19 của nó. Công việc tái thiết đường phố sau chiến tranh được chỉ đạo bởi kiến trúc sư Zygmunt Stępiński.
Ngày nay, Nowy Świat có rất nhiều cửa hàng, nhà hàng và quán cà phê.